# William Baillie-Hamilton
Pour les articles homonymes, voir Baillie et Hamilton.
William Alexander Baillie-Hamilton (6 juin 1803 - 1er octobre 1881) est un commandant de la marine britannique. Il siège au Conseil de l'Arctique à la recherche de John Franklin. 

## Biographie
Membre de la famille Baillie-Hamilton dirigée par le comte de Haddington, il est le fils de Charles Baillie, archidiacre de Cleveland et de son épouse, Charlotte Home, fille d'Alexander Home, 9e comte de Home. Trois de ses frères se distinguent : George Baillie est ambassadeur en Toscane; Charles Baillie-Hamilton est un homme politique, Ker Baillie-Hamilton est gouverneur des îles Sous-le-Vent ; et Cospatrick Baillie-Hamilton est également un amiral de la Royal Navy. Il siège au Conseil de l'Arctique à la recherche de John Franklin. Il épouse Harriet Hamilton (1812-1884), fille de James Hamilton (vicomte Hamilton), en 1836. Ils ont deux filles et quatre fils. Une pierre tombale portant les noms de William Alexander Baillie-Hamilton et de sa femme, Harriet Hamilton, est située à Greyfriars Churchyard, à Édimbourg. Il est répertorié comme étant mort à Portree, sur l’île de Skye. 
Il devient deuxième secrétaire de l'Amirauté le 28 avril 1845. 
Son fils, également appelé William A. Baillie-Hamilton (en) (1844-1920), joue au football pour l’Écosse lors du premier match représentant l'Angleterre contre l’Écosse (1870-1872), avant de devenir un haut fonctionnaire. Un autre fils, Charles Baillie-Hamilton (en) (1848-1927), joue également pour l’Écosse lors du même match. 